# Жильбер Бодар
Жильбер Бодар (фр. Gilbert Bodart, нар. 2 вересня 1962) — бельгійський футболіст, що грав на позиції воротаря. По завершенні ігрової кар'єри — тренер.
Виступав, зокрема, за клуб «Стандард» (Льєж), а також національну збірну Бельгії.

## Клубна кар'єра
Народився 2 вересня 1962 року. Вихованець юнацьких команд футбольних клубів «Верлейн» та «Стандард» (Льєж).
У дорослому футболі дебютував 1981 року виступами за команду «Стандард» (Льєж). У перших сезонах він двічі виграв Жюпіле-лігу, став володарем Суперкубка Бельгії, а також фіналістом Кубка володарів кубків, але на поле виходив вкрай рідко, будучи дублером Мішеля Прюдомма. 1984 року стало відомо про договірні матчі «Стандарда», через що ряд основних гравців клубу, в тому числі і Прюдомм, отримали тривалі дискваліфікації. В результаті Бодар став основним воротарем льєжців. Після сезону 1984/85 вперше був визнаний воротарем року у Бельгії і швидко став однією з легенд клубу. В подальшому Жильбер ще тричі був визнаний воротарем року. Також Бодар інколи виконував пенальті і забив 4 голи в чемпіонаті, а у 1993 році він виграв Кубок зі «Стандардом». Всього у команді воротар провів п'ятнадцять сезонів, взявши участь у 369 матчах чемпіонату.
У 1996 році 34-річний Бодарт перейшов до французького «Бордо», де став одразу основним воротарем і допоміг команді вийти у фінал Кубка Франції, де Бодар та його товариші по команді програли в серії пенальті «Страсбургу» (0:0, пен. 5:6). Після завершення сезону він був визнаний найкращим воротарем французької ліги.
Після одного сезону у Франції Бодар повернувся в «Стандард», але клуб посів лише дев'яте місце у підсумковому заліку. Надалі воротар перейшов до клубу італійської Серії Б «Брешія», де за два сезони він зіграв більше 50 ігор. Втім коли в 2000 році клуб вийшов до Серії А, команда придбала Павела Срничека і Бодарт опинився на лавці запасних, так і не дебютувавши у вищому італійському дивізіоні, а під час зимової перерви перейшов у іншу команду другого італійського дивізіону «Равенну», де знову грав регулярно.
Завершив ігрову кар'єру на батьківщині у команді «Беверен», за яку виступав протягом сезону 2001/02 років.

## Виступи за збірну
23 квітня 1986 року дебютував в офіційних матчах у складі національної збірної Бельгії в товариській грі проти Болгарії (2:0).
У складі збірної був учасником чемпіонату світу 1986 року у Мексиці та чемпіонату світу 1990 року в Італії, але на обох турнірах був запасним воротарем і на поле не виходив.
Загалом протягом кар'єри у національній команді, яка тривала 10 років, провів у її формі 12 матчів, пропустивши 10 голів.

## Кар'єра тренера
Розпочав тренерську кар'єру відразу ж по завершенні кар'єри гравця, 2002 року, очоливши тренерський штаб клубу «Візе».
Протягом тренерської кар'єри також очолював команди «Остенде», «Ендрахт», «Лув'єрваз» та ряд інших невеликих бельгійських клубів.

## Статистика виступів

### Статистика виступів за збірну
| Дата       | Місто              | Господарі            | Результат | Гості     | Турнір            | Голи | Примітки |
| ---------- | ------------------ | -------------------- | --------- | --------- | ----------------- | ---- | -------- |
| 23-4-1986  | Брюссель           | Бельгія              | 2 – 0     | Болгарія  | товариський матч  | -    |          |
| 4-2-1987   | Брага (Португалія) | Португалія           | 1 – 0     | Бельгія   | товариський матч  | -1   |          |
| 12-10-1988 | Антверпен          | Бельгія              | 1 – 2     | Бразилія  | товариський матч  | -    | 80'      |
| 19-10-1988 | Брюссель           | Бельгія              | 1 – 0     | Швейцарія | Відбір до ЧС 1990 | -    |          |
| 23-8-1989  | Вемблі             | Бельгія              | 3 – 0     | Данія     | товариський матч  | -    | 46'      |
| 12-10-1994 | Копенгаген         | Данія                | 3 – 1     | Бельгія   | Відбір до ЧЄ 1996 | -3   |          |
| 29-3-1995  | Севілья            | Іспанія              | 1 – 1     | Бельгія   | Відбір до ЧЄ 1996 | -1   |          |
| 22-4-1995  | Моленбек-Сен-Жан   | Бельгія              | 1 – 0     | США       | товариський матч  | -    |          |
| 26-4-1995  | Андерлехт          | Бельгія              | 2 – 0     | Кіпр      | Відбір до ЧЄ 1996 | -    |          |
| 7-6-1995   | Скоп'є             | Республіка Македонія | 0 – 5     | Бельгія   | Відбір до ЧЄ 1996 | -    |          |
| 23-8-1995  | Брюссель           | Бельгія              | 1 – 2     | Німеччина | Відбір до ЧЄ 1996 | -2   |          |
| 6-9-1995   | Брюссель           | Бельгія              | 1 – 3     | Данія     | Відбір до ЧЄ 1996 | -3   |          |
| Усього     |                    | Матчів               | 12        |           | Голів             | -10  |          |

## Титули і досягнення
- Чемпіон Бельгії (2):

«Стандард» (Льєж): 1981/82, 1982/83
- Володар Кубка Бельгії (1):

«Стандард» (Льєж): 1992/93
- Володар Суперкубка Бельгії (1):

«Стандард» (Льєж): 1983

## Особисте життя
Його батько, Жан Бодар, також був футболістом і грав на позиції воротаря. Також Жильбер є дядьком іншого футбольного воротаря, Арно Бодара.